# Министър-председател на Северна Корея
Министър-председател на Северна Корея е висша ръководна длъжност в Северна Корея.
Той има право да назначава министри и е отговорен за икономическата политика на страната. Премиерът е глава на кабинета и заедно с председателя на ДКО и няколко други лица образува ядрото на севернокорейското ръководство.
Премиери на КНДР са били:
- Ким Ир Сен (1948—1972)
- Ким Ир (1972—1976)
- Пак Сън Чил (1976—1977)
- Ри Чжън Ок (1977—1984)
- Кан Сон Сан (1984—1986)
- Ри Гън Мо (1986—1988)
- Йон Хьон Мък (1988—1992)
- Кан Сон Сан (1992—1997)
- Хон Сон Нам (1997—2003)
- Пак Пон-чжу (2003—2007)
- Ким Йон Ир (2007—2010)
- Чхуе Йон-рим (2010—2013)
- Пак Пон-чжу (2013-)